# Дом Воейковой
Дом Воейковой — памятник архитектуры. Расположен в Санкт-Петербурге, современный адрес дома — Каменноостровский проспект 19/13 (Каменноостровский проспект, 19, Большая Монетная улица, 13).
Первый дом на участке, деревянный одноэтажный, относился к середине XIX века и принадлежал вдове инженер-полковника Л. Н. Васильевой. Следующим владельцем был В. В. Шувалов. В 1874—1876 годах по сторонам от существовавшей постройки было построено ещё два деревянных дома с каменным флигелем и службы, архитектор Н. Ф. Беккер. В 1880 году здание было надстроено вторым этажом. С конца XIX до начала XX век участком владел купец А. В. Шувалов.
Построен в 1911-12 годах как доходный дом для княгини и помещицы Марии Владимировны Воейковой (1865—1933), урождённой Голицыной, архитектором С. И. Минашем. В доме использованы мотивы русского классицизма, характерные скорее для Москвы и творчества Д. Жилярди.
Фасады на высоту трёх верхних этажей украшены дорическими пилястрами без баз (по 8 на каждом фасаде), несущими антаблемент и фронтоны. Угол здания скруглён, декорирован трёхчетвертными колоннами, стоящими, как и пилястры, на постаментах. Стены окрашены разбелёной охрой. На фасадах также расположены орнаментальные детали и, над окнами первого этажа, скульптурные маски.
Здание отделано серым сердобольским гранитом. До 1917 года в части помещений был расположен Каменноостровский госпиталь Всероссийского Земского союза. В 1914 году в доме жил В. М. Бехтерев; в 1914-15 годах В. С. Сварог; в 1923-35 — А. И. Пиотровский (кв. 22). В 1927—1935 годах — В. И. Смирнов (кв. 25), в 1920-х годах —  Е. А. Уварова, в 1928—1941 годах — социолог и психолог И. С. Кон (кв. 22; с рождения), в 1930-х годах — Я. Г. Гевирц, до 1998 года — М. А. Гордон (кв. 39). С конца 1923-го по 1927 год в доме была Государственная 1-я профессионально-художественная студия Петроградского района (режиссёр К. К. Тверской).
Также здание, известное как дом Воейковой и построенное тем же архитектором, расположено на Невском проспекте, дом 72.

## Галерея

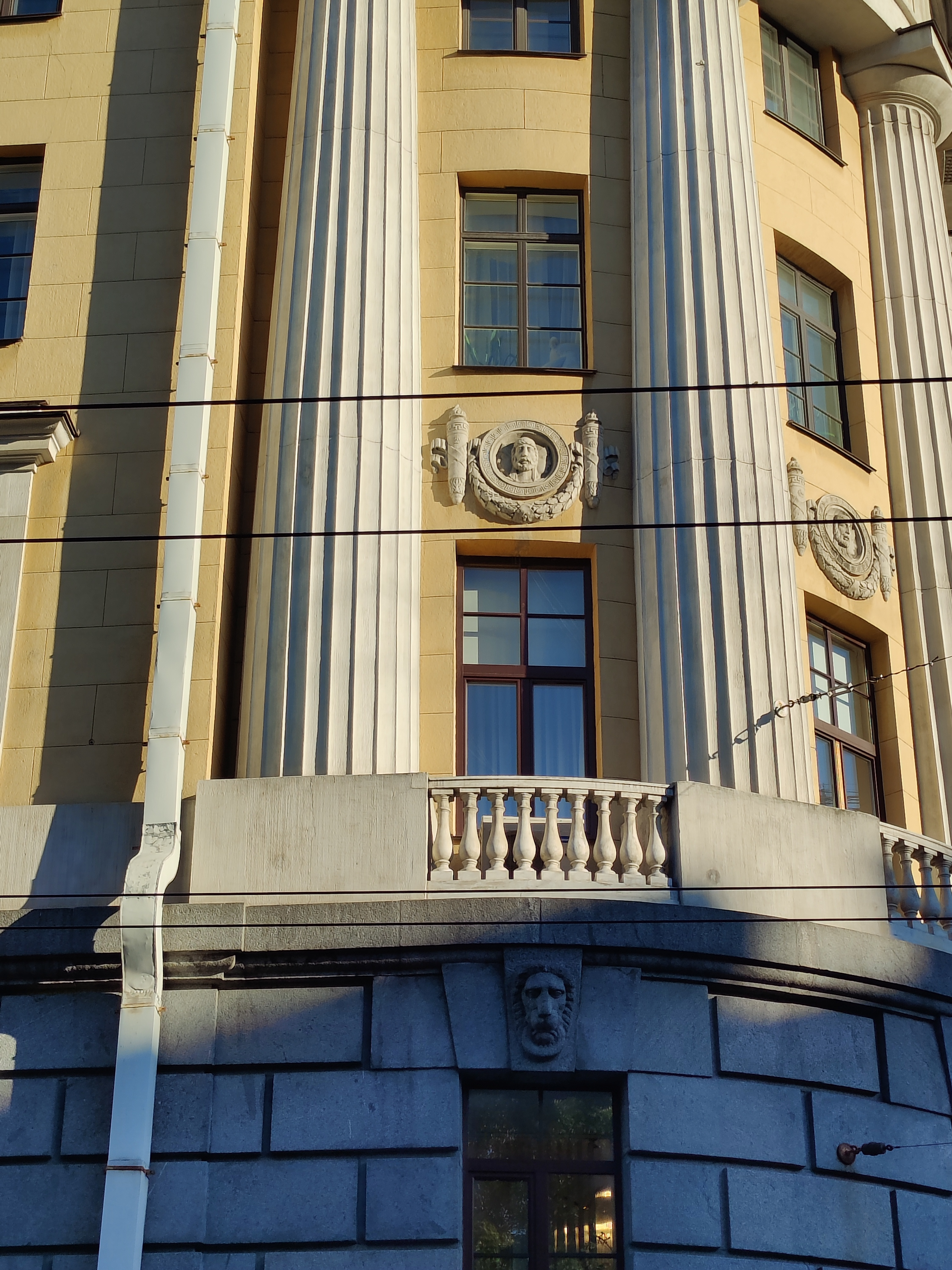
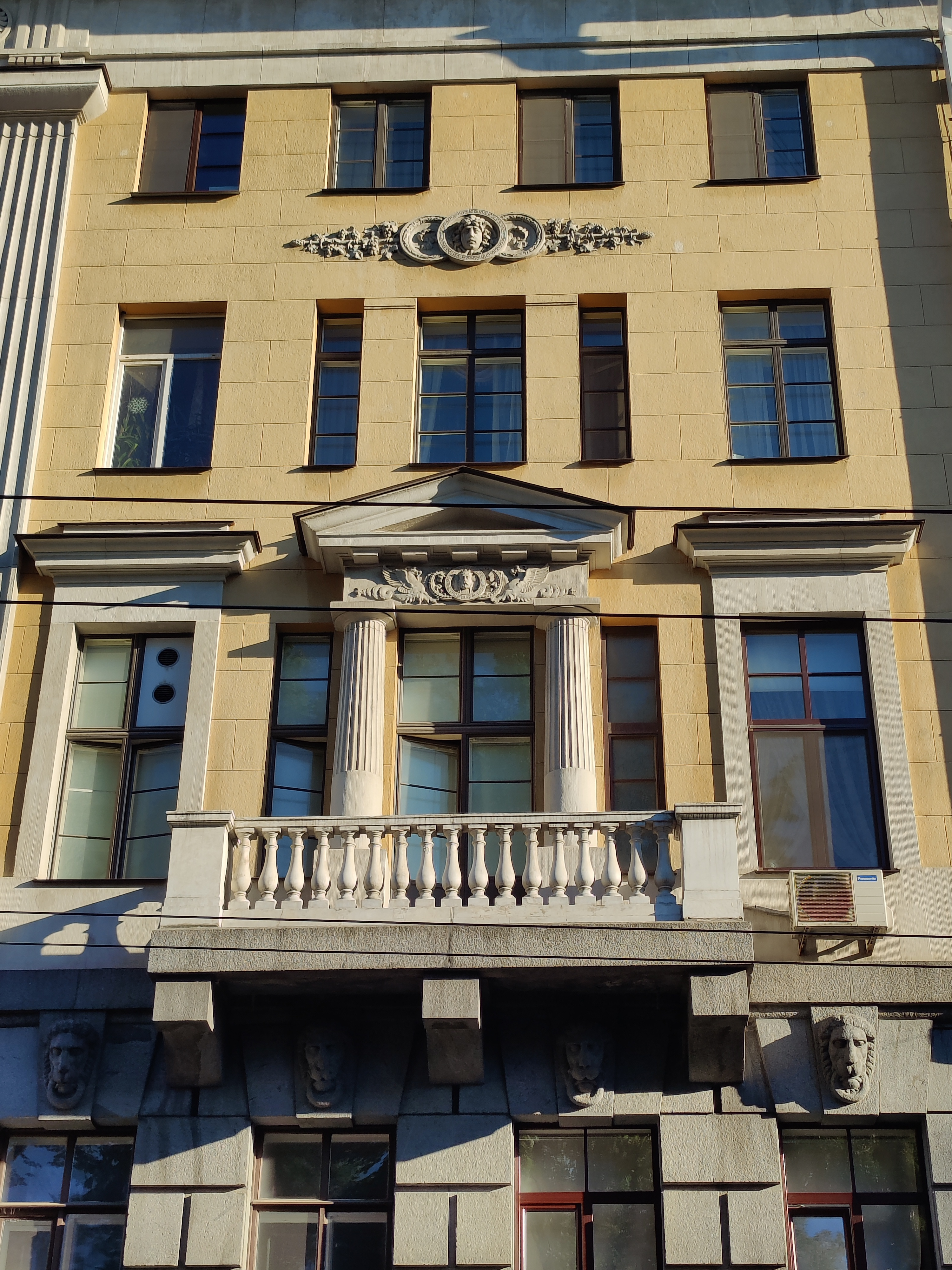
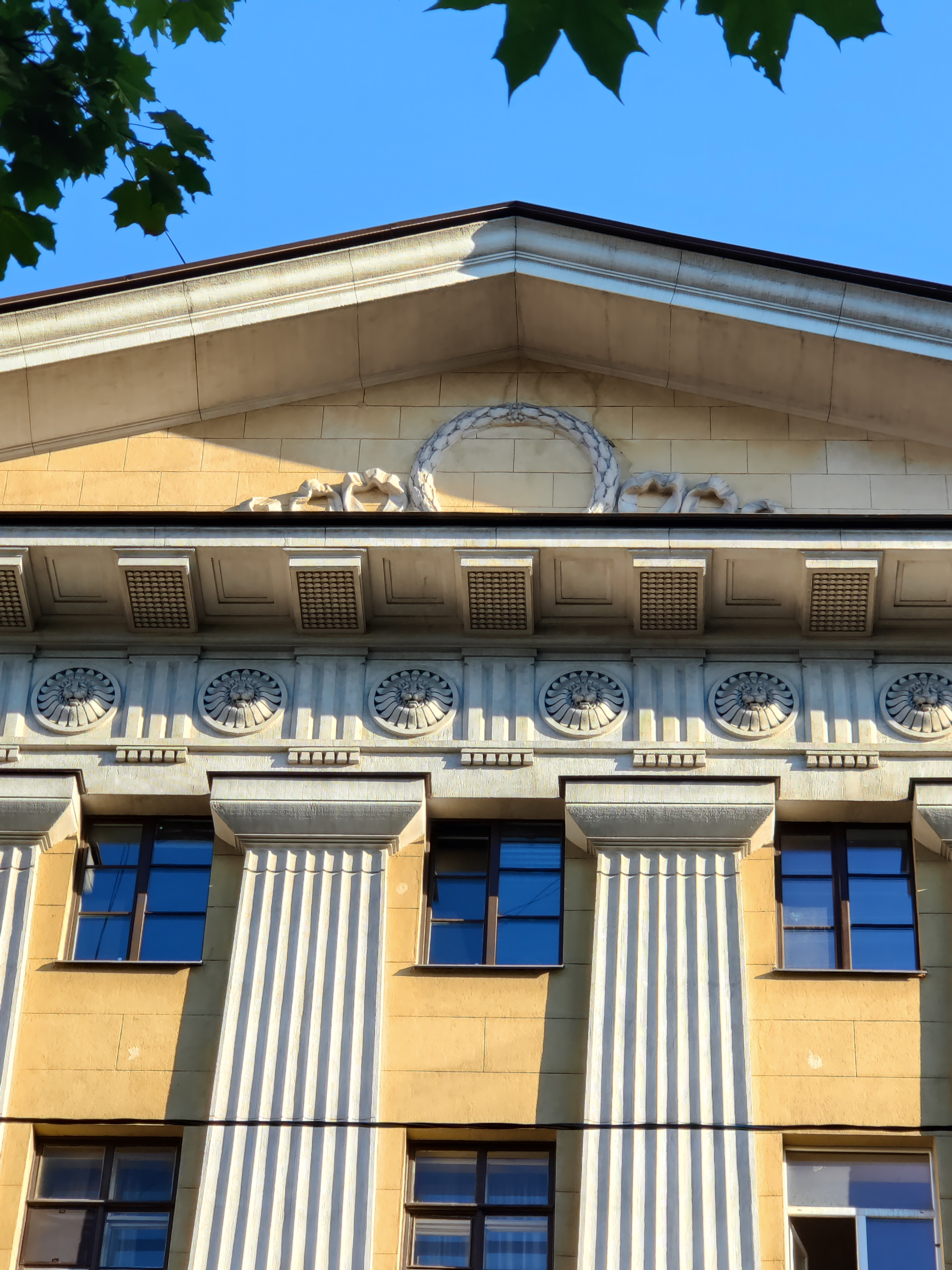